# Écriture (dessin technique)
 (mai 2015).
Si vous disposez d'ouvrages ou d'articles de référence ou si vous connaissez des sites web de qualité traitant du thème abordé ici, merci de compléter l'article en donnant les références utiles à sa vérifiabilité et en les liant à la section « Notes et références ».
En dessin technique, l'écriture est normalisée.
Il y a deux types d'écriture :
- l'écriture type A (fin) dont la largeur du trait {\displaystyle d=h/14} ;
- l'écriture type B (fort) dont la largeur du trait {\displaystyle d=h/10}.

L'écriture peut être :
- droite,
- inclinée de 15° (vers la droite).

Typiquement, c'est l'écriture B droite qui est utilisée.
| h | Hauteur d'écriture                            | {\displaystyle {\frac {7}{10}}}                               | 2,5  | 3,5  | 5   | 7   | 10 | 14  | 20 |
| - | --------------------------------------------- | ------------------------------------------------------------- | ---- | ---- | --- | --- | -- | --- | -- |
| c | Hauteur des minuscules (sans hampe, ni queue) | {\displaystyle {\frac {1}{\sqrt {2}}}\approx {\frac {7}{10}}} | 1,8  | 2,5  | 3,5 | 5   | 7  | 10  | 14 |
| a | Espacement des caractères                     | {\displaystyle {\frac {2}{10}}}                               | 0,5  | 0,7  | 1   | 1,4 | 2  | 2,8 | 4  |
| b | Interligne minimal                            | {\displaystyle {\sqrt {2}}\approx {\frac {14}{10}}}           | 3,5  | 5    | 7   | 10  | 14 | 20  | 28 |
| e | Espacement minimal entre les mots             | {\displaystyle {\frac {6}{10}}}                               | 1,5  | 2,1  | 3   | 4,2 | 6  | 8,4 | 12 |
| d | Largeur de trait                              | {\displaystyle {\frac {1}{10}}}                               | 0,25 | 0,35 | 0,5 | 0,7 | 1  | 1,4 | 2  |

Lorsque le plan est tracé à la main, l'écriture se fait habituellement en utilisant un normographe. Lorsque le plan est fait sur ordinateur, le logiciel de dessin ou de conception utilise une police sans empattement.